# Дуб'янецький Едуард Станіславович
Дуб'янецький Едуард Станіславович (нар. 20 квітня 1966, c. Чудин, Ганцавицький район, Брестська область — 25 лютого 2020, Мінськ) — білоруський історик, культуролог, поет, есеїст, критик. Кандидат історичних наук (1995). Член Спілки білоруських письменників (2012). Син філософа, політолога та публіциста Станіслава Дубянецького.

## Життєпис
Закінчив історичний факультет БДУ (1988), працював молодшим науковим співробітником історичного факультету БДУ. У 1992—2004 рр. — науковий і старший науковий співробітник Національного науково-освітнього центру імені Ф. Скорини (Скоринівський центр). У 2004—2015 рр. — провідний науковий співробітник кафедри теорії та історії білоруської культури Білоруського державного педагогічного університету імені М. Танка. Помер 25 лютого 2020 року. Похований на Західному кладовищі в Мінську.

## Діяльність
Досліджував проблеми міжнародних відносин у Білорусі в ХІХ—ХХ ст., національний характер і етнічну самосвідомість білорусів, взаємовплив менталітету і національної культури, співвідношення язичницьких і християнських елементів у білоруському фольклорі, розвиток національної та світової культури в умовах глобалізації. Відтворив білоруською мовою вірші українських поетів. Його твори перекладалися українською, польською та російською мовами. Написав і опублікував близько сотні віршів різних форм, видів і жанрів.
Статті, вірші, нариси та рецензії публікувалися у вітчизняній та закордонній періодиці, колективних збірниках і виданнях.

### Книги
- Таямніцы народнай душы: Кніга для вучняў. — Мінск: Народная асвета, 1995. — 47 с.
- Сусветная культура: Ад старажытнасці да нашых дзён: Папулярны энцыклапедычны даведнік. — Мінск.: БелЭн, 2001. — 240 с.
- Культуралогія: Энцыклапедычны даведнік. — Мінск.: БелЭн, 2003. — 384 с.
- Душы маёй няскончаны палёт: кніга паэзіі. — Мінск: Кнігазбор, 2011. — 124 с.
- Покліч самотнага неба: вершы, паэма. — Мінск: Кнігазбор, 2013. — 204 с.
- Асветнікі Беларусі. Ефрасіння Полацкая, Кірыла Тураўскі, Францыск Скарына. — Мінск: Беларуская Энцыклапедыя імя Петруся Броўкі (БелЭн), 2016. — 72 с.
- Асветнікі Беларусі. Сымон Будны, Васіль Цяпінскі, Іпацій Пацей. — Мінск: БелЭн, 2016. — 72 с.
- Асветнікі Беларусі. Лаўрэнцій Зізаній, Мялецій Сматрыцкі, Казімір Лышчынскі. — Мінск: БелЭн, 2017. — 64 с.
- Асветнікі Беларусі. Казімір Нарбут, Ян Снядэцкі, Анёл Доўгірд. — Мінск: БелЭн, 2017. — 64 с.
- Асветнікі Беларусі. Казімір Семяновіч, Георгій Каніскі, Марцін Пачобут-Адляніцкі. — Мінск: БелЭн, 2017. — 64 с.
- Асветнікі Беларусі. Ян Баршчэўскі, Ян Чачот, Ігнат Дамейка. — Мінск: БелЭн, 2017. — 72 с.
- Асветнікі Беларусі. Іван Фёдараў, Пётр Мсціславец, Спірыдон Собаль. — Мінск: БелЭн, 2018. — 64 с.
- Асветнікі Беларусі. Вінцэнт Дунін-Марцінкевіч, Уладзіслаў Сыракомля, Вінцэсь Каратынскі. — Мінск: БелЭн, 2018. — 64 с.

### У співавторстві
- Перашкоды на шляху нацыянальна-культурнага адраджэння Беларусі. — Мінск: Таварыства «Веды», 1992. — 26 с. (разам з С. Ф. Дубянецкім).
- Цяжкі шлях да Адраджэння. — Брэст.: Выдавецтва С. Лаўрова, 1997. — 91 с. (разам з С. Ф. Дубянецкім).
- Гісторыя Беларусі: Навучальны дапаможнік. 2-е выд., дапрац. і дапоўн. — Мінск: Выдавецкі цэнтр «Экономпресс», 1997. — 298 с. (у сааўтарстве з А. Г. Каханоўскім, А. І. Кушнірам і інш.).
- Беларусазнаўства: Навучальны дапаможнік. — Мінск: «Завігар», 1998. — 292 с. (у сааўтарстве П. Брыгадзіным, Л. Лойка і інш.).
- История Беларуси: Словарь-справочник. — Минск.: Экономпресс, 2000. — 320 с. (в соавторстве с И. В. Кузнецовым, С. Ф. Дубенецким и др.).
- Для шчасця зямнога: Зборнік паэзіі (на ўкраінскай і беларускай мовах). — Вінніца, 2017. — 96 с.
- Нацыянальная мова і нацыянальная культура: аспекты ўзаемадзеяння: зб. навук. арт. — Мінск: БДПУ, 2011. — 344 с.
- Дзявятыя Танкаўскія чытанні (да 100-годдзя ўніверсітэта). — Мінск: БДПУ, 2014. — 300 с.
- Фалькларыстычныя даследаванні: Кантэкст. Тыпалогія. Сувязі.: зб. навук. арт. Вып. 12. — Мінск: Права і эканоміка, 2015. — 266 с.
- Inna Bialorus: historia — polityka — gospodarka. — Warsawa, 1999. — 174 с.
- Хрысціянства і беларуская культура. — Мінск: Беларускі кнігазбор, 2001. — 208 с.
- Беларусь — XXI стагоддзе: нацыянальна-культурнае і духоўнае развіццё (на беларускай, рускай і англійскай мовах). — Мінск, 2004. — 348 с.
- «Пролог» длиною в десять лет…: коллективный поэтический сборник литературной студии «Пролог» СУ «Инвацентр» ОО БелОИ. — Минск: Кнізазбор, 2014. — 308 с.
- Рыф-мы: Альманах. — Мінск: Рэдакцыя газеты «Вместе», 2017. — 144 с.
- Асветнікі зямлі Беларускай. Х — пачатак ХХ ст.: Энцыклапедычны даведнік / Рэдкал.: Г. П. Пашкоў (гал. рэд.), Г. Я. Галенчанка, С. Ф. Дубянецкі, Г. В. Кісялёў, У. М. Конан, А. С. Майхровіч, Г. А. Маслыка, М. С. Сташкевіч, А. К. Фядосаў, І. П. Хаўратовіч; Маст. рэд.: У. М. Жук. — Мн.: Беларуская энцыклапедыя, 2001. — 492 с.